# حديقة معلقة

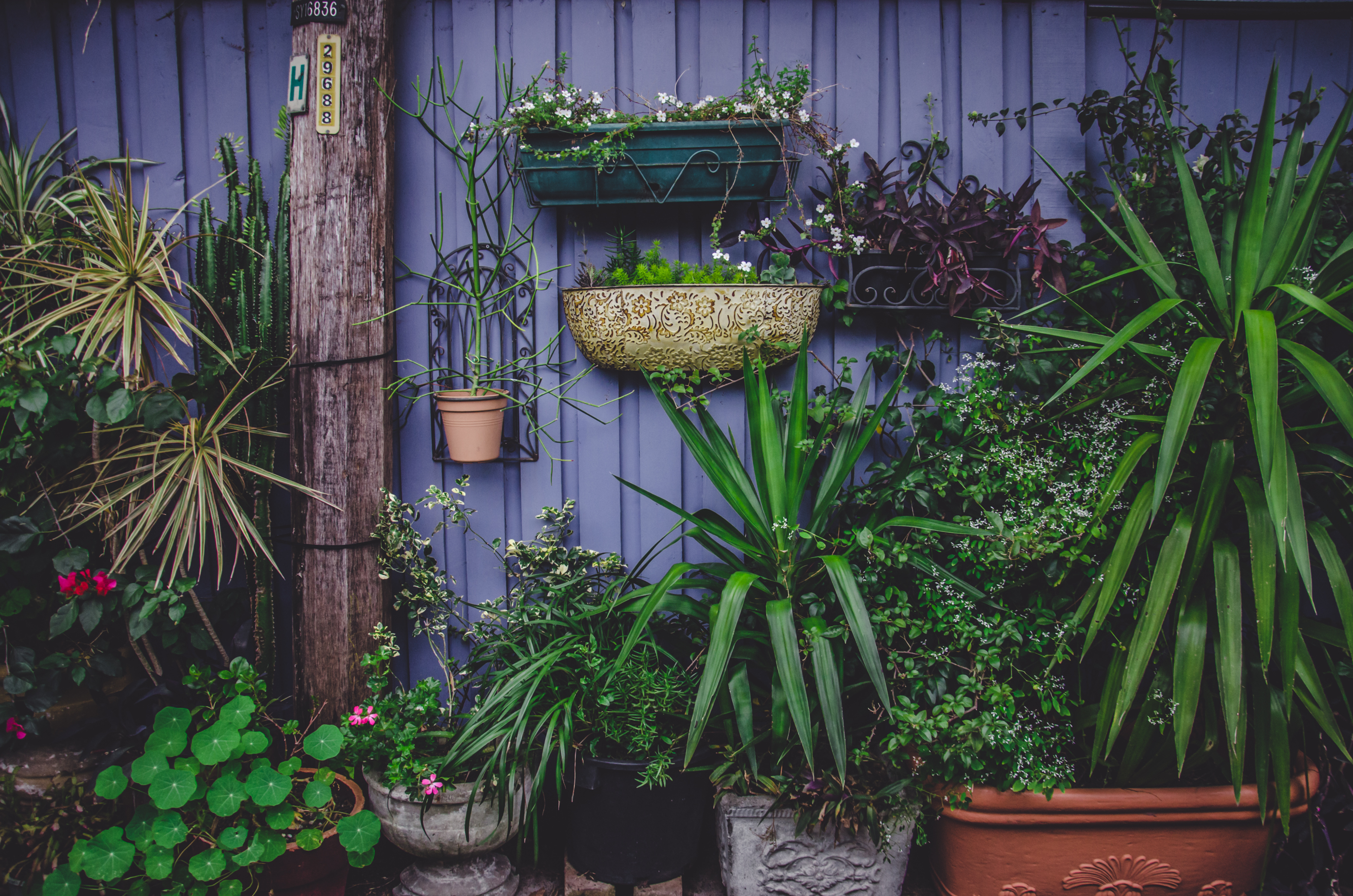
نباتات معلقة في حديقة بـسيدني بأستراليا

الحديقة المعلقة هي هندسة مناظر طبيعية مستدامة، وهي حديقة تكون لغرض فني أو مزرعة حضرية صغيرة، وتكون مرتبطة أو مبنية على الحائط. وتوجد بشكل رئيسي في المناطق التي تكون فيها الأرض نادرة أو حيث يكون المزارع متنقلاً. وأشهر الحدائق المعلقة كانت الحدائق المعلقة في بابل. ظهرت الزراعة في المناطق الجبلية بنظام المصاطب في الأندلس والتي كانت تعتبر في العصور القديمة واحدة من عجائب الدنيا السبع، وكانت موجودة في العراق الحالي. في الاستخدام المعاصر، الحدائق المعلقة هي حديقة رأسية على واجهة أرضية، أو شرفة ، أو تراس ، أو جزء من حديقة على سطح المنزل، أو حديقة خضراء مع مبنى سكني أو تجاري أو حكومي. أنظمة الحدائق الجدارية المعلقة الجاهزة متوفرة في السوق دوليًا.